# Trust Me!
Trust Me! è un album del gruppo hardcore punk emiliano dei Raw Power.

## Formazione
- Mauro "MP" Codeluppi - voce
- Giuseppe "Junior" Codeluppi - chitarra ritmica, cori
- Silvio Stefanini - chitarra solista, cori
- Alessandro "T-Rex Ronko" Ronchini - basso, cori
- Paolo "Paul" Casali - batteria

### Altri componenti
- Niccolò Bossini e Matteo Tagliavini - seconde voci aggiuntive

## Tracce
1. Feed them grazioli
2. Give me a drink
3. What can we do?
4. Suicidal
5. Take your hands off me!
6. Can't put up with it
7. Behind the door (cover dei Circle Jerks)
8. Not here, not now, not me
9. George
10. Can't do that
11. Don't blame me
12. Poverty
13. We hate you
14. Back in the U.S
15. Hey, Bastard
16. Trust me!